# Ceratomyxa abbreviata
Ceratomyxa abbreviata is een microscopische parasiet uit de familie Ceratomyxidae. Ceratomyxa abbreviata werd in 1917 beschreven door Davis. 